# George Herbert, 11. hrabě z Pembroke
George Augustus Herbert, 11. hrabě z Pembroke, 8. hrabě z Montgomery (George Augustus Herbert, 11th Earl of Pembroke, 8th Earl of Montgomery, 11th Baron Herbert of Cardiff, 8th Baron Herbert of Shurland) (10. září 1759, Wilton House, Anglie – 26. října 1827, Londýn, Anglie) byl britský generál, státník a diplomat ze starobylého šlechtického rodu Herbertů. V mládí procestoval Evropu a celkem třikrát pobýval v Praze. V armádě dosáhl hodnosti generála, zastával též vysoké posty u královského dvora a uplatnil se i jako diplomat. Byl rytířem Podvazkového řádu.
Narodil se na rodovém sídle Wilton House jako nejstarší syn generála 10. hraběte z Pembroke, po matce Elizabeth Spencer byl vnukem 3. vévody z Marlborough. Po babičce Mary Fitzwilliam, manželce 9. hraběte z Pembroke, zdědil statky v Irsku. Studoval v Harrow a v roce 1775 vstoupil do armády, poté absolvoval kavalírskou cestu, během níž nadále postupoval v armádních hodnostech.

## Kavalírská cesta
Kavalírská cesta, která měla završit vzdělání mladého šlechtice, je v případě 11. hraběte z Pembroke jedním z nejlépe zdokumentovaných putování po evropských zemích. Jeho vychovatelem byl historik, kněz William Coxe (1748–1828), který cestu svého svěřence pečlivě zaznamenal. Pětileté putování po Evropě bylo spíše výjimečné, většinou kavalírská cesta trvala zhruba dva roky. Putování lorda Herberta začalo v listopadu 1775, načež kromě léta 1776 stráveného ve Švýcarsku pobýval bezmála dva roky ve Štrasburku. Na jaře 1777 se vydal přes Belgii a Nizozemí do Berlína, Drážďan a Prahy, následoval návrat do Berlína, pak cesta přes Lipsko a znovu zastávka v Praze. Zimu 1777–1778 strávila společnost ve Vídni, odtud se vydali do Bratislavy a navštívili část Uher. Následně se lord Herbert s doprovodem vydal na dalekou cestu přes Varšavu do Ruska, navštívil Moskvu a Petrohrad, cestou přes Švédsko a Dánsko se dostal znovu do Německa a po zastávkách v Hamburku a Lübecku zavítal opět do Prahy a Vídně. Léto 1779 strávil Herbert s doprovodem v Miláně, Benátkách a Neapoli, z Itálie se lodí vypravili i na krátkou návštěvu Španělska a Portugalska. Počátkem roku 1780 pobývali v Turíně, načež se přes Francii vrátili v červnu 1780 do Anglie.

## Kariéra u dvora a v armádě
Po návratu do Anglie se stal členem Dolní sněmovny a poslancem byl celkem jedenáct let (1780–1785 a 1788–1794). V politice patřil k whigům, jako náměstek nejvyššího komořího (1784–1794) byl členem širšího kabinetu W. Pitta mladšího, od roku 1784 byl zároveň členem Tajné rady. V devadesátých letech 18. století se zúčastnil francouzských revolučních válek, v roce 1795 byl povýšen na generálmajora. Mezitím po otci zdědil titul hraběte z Pembroke a vstoupil do Sněmovny lordů (1794, do té doby vystupoval jako otcův dědic pod jménem lord Herbert). Po otci zároveň převzal post lorda–místodržitele v hrabství Wiltshire, kde měla rodina statky.
V roce 1802 byl povýšen na generálporučíka, v roce 1805 obdržel Podvazkový řád a v letech 1807–1809 byl vyslancem ve Vídni. Od roku 1807 až do smrti byl guvernérem Guernsey a v roce 1812 dosáhl hodnosti generála.

## Rodina a potomstvo
Poprvé se oženil se svou sestřenici Elizabeth Beauclerk (1766–1793) z rodu vévodů ze St. Albans. Jeho druhou manželkou byla od roku 1808 Kateřina Voroncovová (1779–1856), dcera významného ruského diplomata Semjona Voroncova, který tehdy žil v Londýně. Z obou manželství pocházelo deset dětí, z nichž dvě zemřely v dětství. Z dcer se Elizabeth (1809–1858) provdala za diplomata 3. hraběte Clanwilliama, Mary (1813–1892) byla manželkou 2. markýze z Ailesbury který zastával vysoké funkce u dvora. Dědicem titulů byl syn Robert Herbert, 2. hrabě z Pembroke, který měl s otcem dlouholeté spory a žil trvale ve Francii, správu statků převzal mladší syn Sidney Herbert, významný státník 19. století.